# Integrál pohybu
Integrál pohybu je veličina, která nabývá konstantní hodnoty v každém čase pro každou trajektorii tělesa, která řeší pohybové rovnice. Například, v izolovaném systému je integrálem pohybu celková mechanická energie či hybnost, platí proto známé zákony jako zákon zachování mechanické energie, zákon zachování hybnosti či zákon zachování momentu hybnosti.
Integrály pohybu často představují jednodušší způsob, jak explicitně vyjádřit pohyb tělesa, než pomocí přímého řešení pohybových rovnic. V případě, že je obtížné nebo zcela nemožné nalézt řešení systému, integrály pohybu umožňují určit nutné podmínky, které musí tělesa splňovat. Příkladem takového užití integrálů pohybu je Jacobiho integrál v problému tří těles.

## Lagrangeův formalismus
Je-li pohyb tělesa popsán lagrangiánem {\displaystyle L=L(q^{1},...,q^{n},{\dot {q}}^{1},...,{\dot {q}}^{n},t)}, pak lze najít integrály pohybu dvěma způsoby
1. Pokud {\displaystyle L} nezávisí na některé zobecněné souřadnici {\displaystyle q^{j}}, pak je výraz {\displaystyle {\partial L \over \partial {\dot {q}}^{j}}} integrálem pohybu.
Tvrzení plyne přímo Lagrangeových rovnic. Pokud {\displaystyle L} nezávisí na {\displaystyle q^{j}}, je {\displaystyle {\partial L \over \partial q^{j}}=0} a příslušná rovnice se redukuje na
{\displaystyle {{\mbox{d}} \over {\mbox{d}}t}\left({\partial L \over \partial {\dot {q}}^{j}}\right)=0}
Integrací přes čas dostáváme, že {\displaystyle {\partial L \over \partial {\dot {q}}^{j}}} je konstantní.
2. Pokud {\displaystyle L} nezávisí explicitně na čase, pak je tzv. zobecněná energie {\displaystyle h}, definovaná vztahem
{\displaystyle h=\sum \limits _{j=1}^{n}{\partial L \over \partial {\dot {q}}^{j}}{\dot {q}}^{j}-L}
integrálem pohybu. Pokud jsou navíc vazby systému holonomní a skleronomní (nebo systém žádné vazby nemá), je zobecněná energie rovna celkové mechanické energii
{\displaystyle h=T+V}

## Hamiltonův formalismus
Pokud je časový vývoj systému popsán hamiltoniánem {\displaystyle H=H(q^{1},...,q^{n},p_{1},...,p_{n},t)}, pak platí
1. Pokud {\displaystyle H} nezávisí explicitně na čase, je sám integrálem pohybu. Jde o analogii zobecněné energie v Lagrangeově formalismu. 
2. Pokud jsou funkce {\displaystyle f} a {\displaystyle g} integrály pohybu, pak i příslušná Poissonova závorka
{\displaystyle \{f,g\}=\sum \limits _{j=1}^{n}\left({\partial f \over \partial q^{j}}{\partial g \over \partial p_{j}}-{\partial f \over \partial p_{j}}{\partial g \over \partial q^{j}}\right)}
je integrálem pohybu.
3. Je-li {\displaystyle f} integrál pohybu, pak platí
{\displaystyle \{f,H\}+{\partial f \over \partial t}=0}